# 절정 (드라마)
《절정》은 MBC에서 2011년 8월 15일에 방송된 광복절 특집 드라마이다. ‘광야’ ‘절정’ ‘청포도’ 등의 시를 남긴 시인이자 조국 해방을 위해 몸 바친 독립운동가 이육사의 일대기를 그린 작품이다. 또한 2018년 2월 28일부터 3월 1일까지 3.1절을 맞아 UHD로 특별 편성되었다.

## 등장 인물

### 주요 인물
- 김동완 : 이육사(이원록: 1904년 ~ 1944년) 역 - 시인, 평문가, 독립운동가
- 서현진 : 안일양(1907년 ~ 1985년) 역 - 육사의 아내
- 이승효 : 윤세주(1900년 ~ 1942년) 역 - 조선의열단, 조선민족 혁명단 핵심간부. 육사의 동지
- 윤지혜 : 노윤희 역 - 소설가
- 엄효섭 : 박이만 역 - 서대문 경찰서 고등계 형사 (악명 높은 친일 경찰 앞잡이 최석현의 모티브)
- 박성웅 : 강문석 역 - 평안도 출신의 의열단 단원. 변장의 달인

### 주변 인물
- 오현경 : 이중직 역 - 육사의 할아버지
- 고두심 : 허길 역 - 육사의 어머니
- 전인택 : 이가호 역 - 육사의 아버지
- 백종민 : 서진섭 역 - 육사가 조선 최고가 될 것이라 극찬한 시인

### 그 외 인물
- 최재환 : 순사 역
- 이동규
- 김기준
- 정현석 : 순사 역
- 홍재성
- 주동희
- 김형찬
- 공재원
- 김기범
- 권현우
- 장태민
- 조은영
- 김강민
- 김성범
- 조하율
- 최다엘
- 장대웅
- 조용진

## 촬영 장소
- 합천 영상 테마파크
- 순천 드라마 오픈세트장
- 원불교 중앙총부
- 안동 군자리 마을
- 안동 병산서원

## 수상
- 2012년 미국 제45회 휴스턴 국제 영화제 특집극 부문 대상[2]